# Hélène Sandragné
Hélène Sandragné, née le 23 janvier 1960, est une femme politique française. Membre du Parti socialiste, elle est présidente du conseil départemental de l'Aude depuis 2020, ayant pris la succession d'André Viola. Elle est réélue à cette présidence le 1er juillet 2021.

## Biographie

### Carrière professionnelle
Hélène Sandragné effectue ses études secondaires à Narbonne et obtient le diplôme de l'école d'infirmières en 1982. Au début de sa carrière professionnelle, elle est titulaire du certificat de cadre infirmier, avant de devenir formatrice à l'Institut de formation en soins infirmiers (IFSI) de Narbonne. Elle devient ensuite directrice de ce même établissement, avant de prendre la tête de celui de Béziers à partir de 2007,.

### Carrière politique
Militante socialiste, Hélène Sandragné s'engage en politique en 1997, lors de la campagne de Jacques Bascou pour les élections législatives dans la circonscription de Narbonne. Sur la liste du député PS aux élections municipales de Narbonne en 2001, Hélène Sandragné devient conseillère municipale d'opposition à la mairie de Narbonne cette même année. En 2008, après l'élection de Jacques Bascou à la mairie de Narbonne, elle occupe le poste de maire-adjointe déléguée aux affaires générales et aux politiques de santé, puis de première adjointe jusqu'en 2014,.
En 2015, elle est élue conseillère départementale du canton de Narbonne 3 aux côtés de Patrick François et assure la vice-présidence à l’autonomie. En 2020, elle succède à André Viola et devient présidente du conseil départemental de l'Aude, faisant d'elle la première femme à accéder à cette fonction dans ce département,,,,.